# Sam Carling
Samuel Carling (né en 2002) est un homme politique britannique et membre du Parti travailliste. 
Conseiller municipal de Cambridge depuis 2022 pour la circonscription de West Chesterton, il est élu, aux élections générales de 2024, député à la Chambre des communes dans la circonscription de North West Cambridgeshire, succédant ainsi au conservateur Shailesh Vara.
Il est le plus jeune député et le premier député à être né dans les années 2000 de la 59e législature du Royaume-Uni.